# Dagbrottet
Dagbrottet är en sjö i Götene kommun i Västergötland och ingår i Göta älvs huvudavrinningsområde. Dagbrottet ligger i Kinnekulle Natura 2000-område. Sjön är ett vattenfyllt dagbrott på 300 x 100 meter. Omkring 300 meter söder om Dagbrottet ligger Brattefors gård med en kyrkoruin. I öster i direkt anslutning till dagbrottet ligger ett 100 x 30-90 meter stort område med kalkugnsruiner (Kinne-Kleva 21:1). Omkring 400 meter öster om Dagbrottet ligger ruinerna efter Börjesgårdens kalkbruk (Kinne-Kleva 29:1). Omkring en kilometer sydväst öm Dagbrottet ligger motorbanan Kinnekulle Ring.

## Galleri

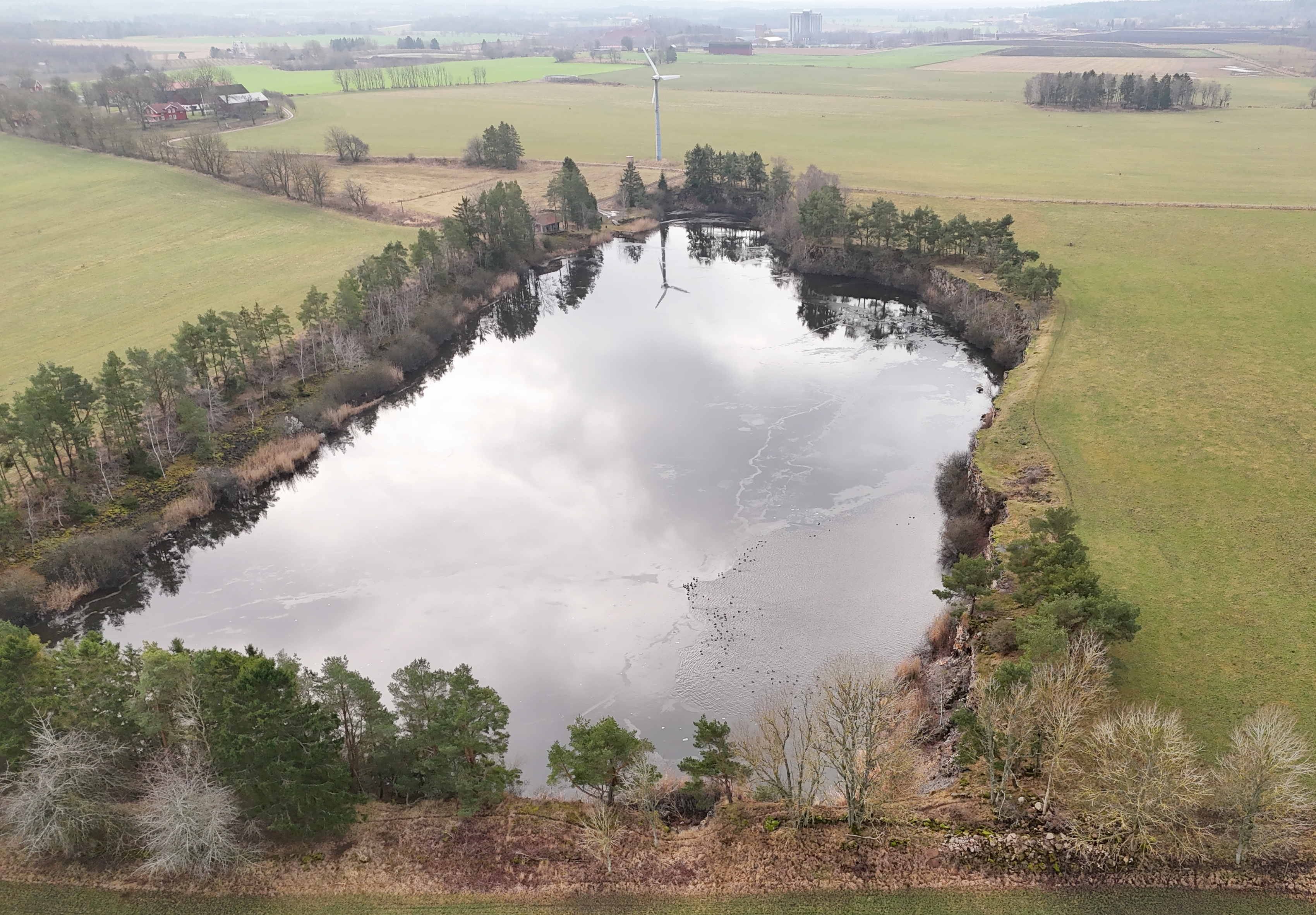
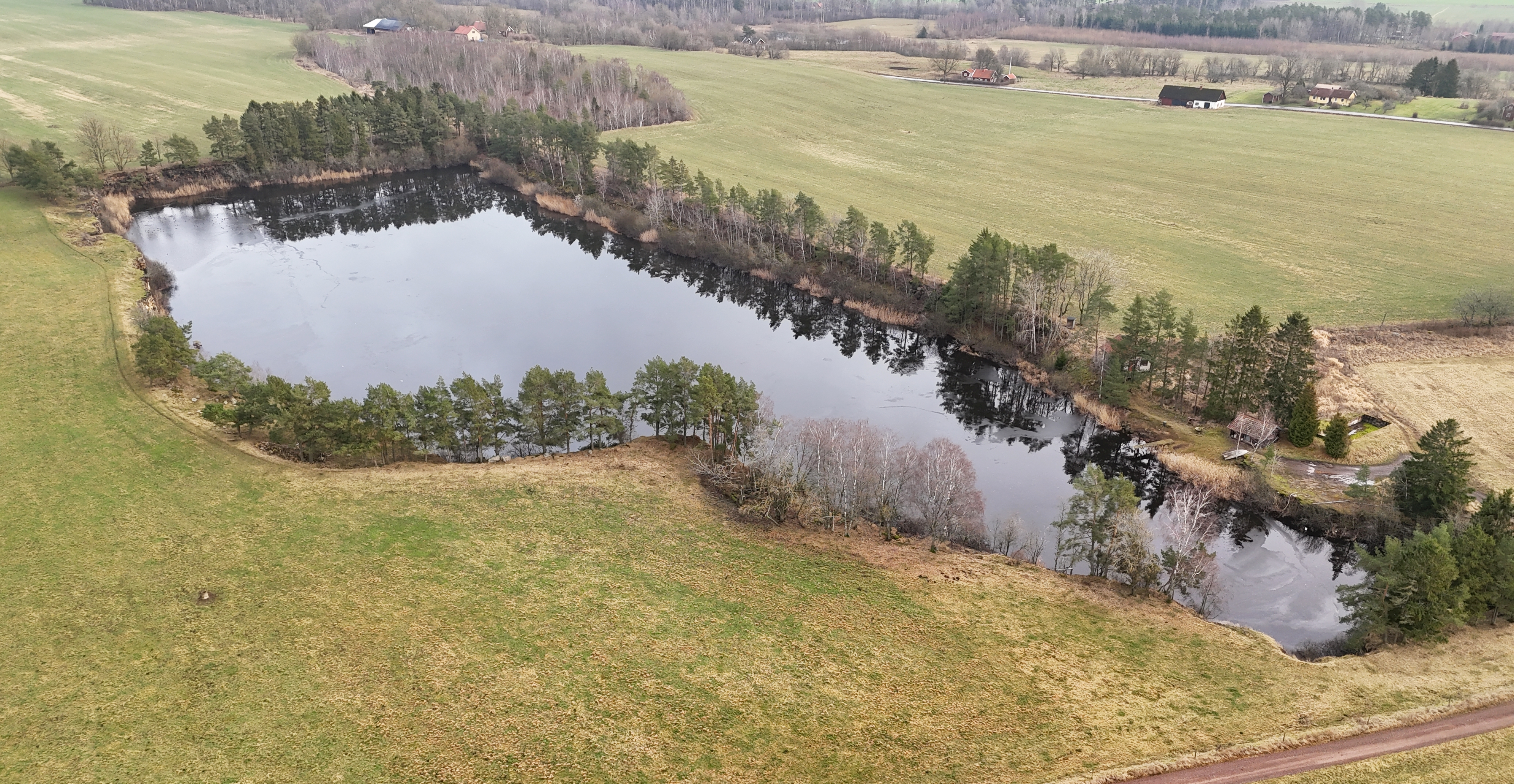